# Peltaea obsita
Peltaea obsita là một loài thực vật có hoa trong họ Cẩm quỳ. Loài này được (Colla) Krapov. & Cristóbal mô tả khoa học đầu tiên năm 1996.